# Краснов, Василий Филиппович
Василий Филиппович Краснов (1878—после 1925) — крестьянин Волоколамского уезда Московской губернии, член Главного комитета Всероссийского крестьянского союза.

## Биография
Из крестьян села Ярополец Волоколамского уезда Московской губернии. 
В 1896—1897 годах служил ретушёром в фотографии на Тверской улице в Москве, в это время познакомился с Л. Н. Толстым; бывал у него и в Москве, и в Ясной Поляне. После 1896 года (давки на Ходынском поле) 4 или 5 лет был вегетарианцем. Находился под влиянием идей Толстого, в 1909 году написал ему пространное письмо о том, как учение Толстого изменило его жизнь. В 1903 году был агентом по устройству артелей в Московском губернском земстве.
В 1905 году был одним из основателей Всероссийского крестьянского союза. Избран в его Главный комитет. В 1906 году был приговорён к каторжным работам и сослан в Сибирь, откуда бежал в 1907 году. В 1908—1909 году жил нелегально в Харькове. Корреспондент Л. Н. Толстого, получил от него 10 писем.
В 1920 году работал архивариусом Мосгубстрахе (страховой компании Московской губернии).

## Сочинения
- Краснов Василий. Ходынка (рассказ не до смерти растоптанного). — Харьков: Союз, 1919. — 60 с. — 2-е изд. — М.,Л.: Госиздат, 1926. — 63 с.